# Koff (fartyg)

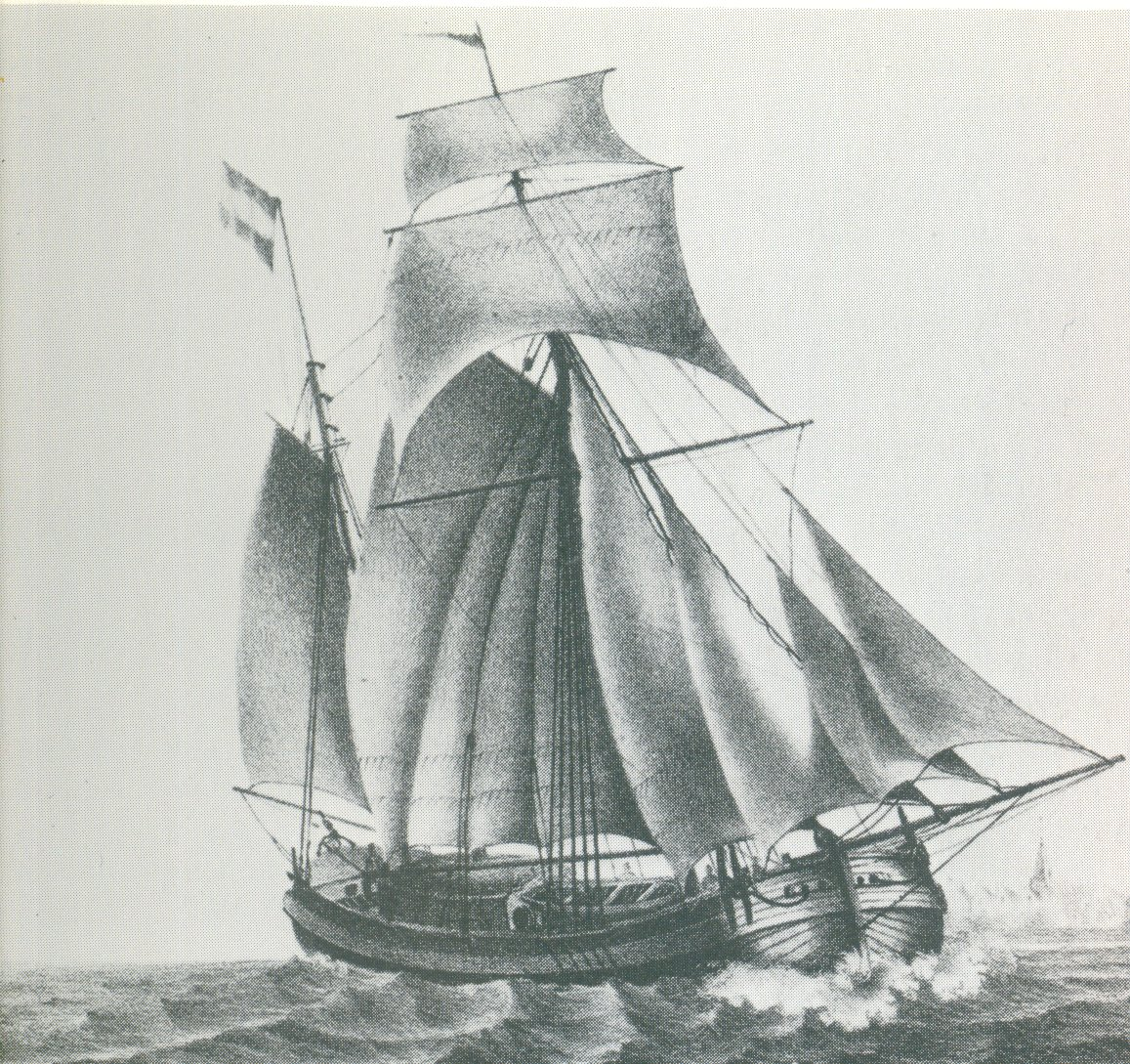
En koff på en tavla från 1831.

Koff är ett holländskt, flatbottnat, mindre lastsegelfartyg. 
Koffar förekom förut av mycket växlande storlek och var, beroende på storleken, 
riggade som barkskepp, briggar, skonare eller 
galeaser. De kallades därför även koff-bark, koffbrigg, koffskonert etc. I början av 1900-talet hade de stora koffarna försvunnit, och de som då förekom var mestadels galeastacklade, men även koffar med tjalktackling, benämnda kofftjalkar, förekom. Bojorten är också snarlik.
Koffen är en dålig seglare, men mycket lastdryg. Den brukar på sidorna, ungefär midskepps, vara försedd med så kallade svärd, eller stora träskivor i form av ett pärons längdsektion. Svärdet är rörligt kring en bult, som genomgår dess smalare ända. Då fartyget seglar bidevind eller i någon riktning med vinden från sidan, släpps läsidans svärd i vattnet för att förhindra den avdrift, som annars, till följd av koffens flatbottnade byggnadssätt, skulle äga rum. Koffen är akterut vanligen försedd med en rymlig kajuta.